# Myron Kinley
Myron Macy Kinley (* 4. Juli 1896 in Santa Barbara, Kalifornien, USA; † 12. Mai 1978), auch bekannt als „Grandfather of Oil Well Firefighting“, war ein US-amerikanischer Feuerwehrmann.

## Leben
Er war ein Pionier auf dem Gebiet der modernen Brandbekämpfung an Ölbohrungen („wild well control“) und war Lehrmeister für zahlreiche weitere ihm nachfolgende „Firefighter“ wie Paul Neal Adair („Red“ Adair), „Boots“ Hansen, „Coots“ Matthews. Zahlreiche noch heute in der Ölindustrie eingesetzte Bohrlochwerkzeuge gehen auf seine Erfindungen zurück. 1913 gründete er die Firma „Kinley Cooperation“. Insgesamt 50 Jahre hat Kinley weltweit Brände an Ölbohrungen bekämpft. Das Handwerk des Löschens brachte ihm sein Vater Karl Kinley bei, der ebenfalls im Ölfeld tätig war und als erster eine brennende Ölbohrung mit Nitroglycerin löschte.
1952 wurde sein Leben und seine Arbeit im Dokumentarfilm Rig 20, Gewinner der Filmfestspiele in Venedig, gewürdigt.
Seine Frau Jessie (geborene Dearing, am 12. April 1914 in Blair, Oklahoma, USA, gestorben am 23. Mai 1997) war ebenfalls in der Ölindustrie tätig und gilt als Vorreiterin auf dem Gebiet der Horizontalbohrtechnik. 1955 veröffentlichte sie das Buch Call Kinley, in dem sie über die beruflichen Abenteuer ihres Mannes Myron schreibt.